# 第27屆香港電影金像獎
第27屆香港電影金像獎（英語：27th Hong Kong Film Awards）於2008年4月13日晚上在尖沙咀香港文化中心舉行，本届金像獎創作總監為曾志偉，司儀由三大女星擔任，包括鄭裕玲、吳君如及首次任司儀的鄭秀文，並由倪秉郎擔任宣讀提名名單報幕員。
是屆頒獎典禮大赢家是陈可辛执导的古装战争片《投名状》。

## 记者会
大会于2月2日举行记者招待会，同时对外界公布了19个奖项的提名名单，出席嘉宾有金像奖协会副主席曾志伟及刘青云、林嘉欣、吴君如、林家栋、谷祖琳。本届金像奖重新制订了报名标准，有资格入围的影片必须符合在18个奖项中至少有8项候选人是香港居民的条件，此前的规定是6项提名符合即可。本届符合资格的选民有783人，首轮收回483张票，投票率达到61.7%。

## 獎項統計
注：以下不含「最佳亞洲電影」之部分
| 數目 | 電影名稱                                                           |
| 獲獎 |                                                                    |
| 8    | 投名狀                                                             |
| 2    | 姨媽的後現代生活、門徒、跟蹤                                       |
| 1    | 神探、野·良犬、導火綫、十分愛                                      |
| 提名 |                                                                    |
| 15   | 門徒                                                               |
| 13   | 投名狀                                                             |
| 9    | 姨媽的後現代生活                                                   |
| 8    | 神探、跟蹤                                                         |
| 7    | C+偵探                                                             |
| 4    | 老港正傳、野·良犬                                                  |
| 2    | 出埃及記、十分愛、圍·城、天堂口、導火綫、戰·鼓                     |
| 1    | 綁架、戲王之王、双子神偷、男兒本色、兄弟、明明、魔法小葫蘆、魔術男 |

### 金像獎電影
| 電影    | 獎項                                                                                                |
| ------- | --------------------------------------------------------------------------------------------------- |
| 投名狀  | 最佳電影、最佳導演、最佳男主角、最佳攝影 最佳美術指導、最佳服裝造型設計、最佳音響效果、最佳視覺效果 |
| 神探    | 最佳編劇                                                                                            |
|         | 最佳女主角、最佳原創電影音樂                                                                        |
| 門徒    | 最佳男配角、最佳剪接                                                                                |
| 野·良犬 | 最佳女配角                                                                                          |
| 跟蹤    | 最佳新演員、最佳新晉導演                                                                            |
| 導火綫  | 最佳動作設計                                                                                        |
| 十分愛  | 最佳原創電影歌曲                                                                                    |

## 表演环节
- 由梁朝伟致开幕词。
- 由吴雨霏演唱“最佳原创电影歌曲”候选作品《逼得太緊》。
- 由何韵诗连同日本踢踏舞者表演老歌串烧《香格里拉》《情人的眼泪》《我的心里只有你没有他》《春风吻上我的脸》《给我一个吻》。
- 由郑中基演唱“最佳原创电影歌曲”候选作品《星光伴我心》。

## 緬懷
本屆的緬懷環節由郑秀文致辞，下列辭世的電影工作者出現在短片中。
- 许坚信（演员）
- 吴任（演员）
- 蓝天虹（导演、演員）
- 余志丽（演员）
- 刘汉章（特技爆破）
- 关文亮（编剧）
- 赵真国（导演、编剧）
- 陈志舜（导演、监制、演員）
- 鲍汉琳（演員）
- 黄玉堂
- 白文彪（制片、导演、演員）
- 蔡昌（导演）
- 李超俊（导演、演员）
- 黄小曼（演員）
- 陈思思（演員）
- 陈蝶衣（编剧、填词人）
- 钱似莺（演員）
- 朱牧（演員）
- 沈殿霞（演員）
- 何锦佳（道具）
- 谢志成
- 何树荣（演員）

## 媒體播放
- 现场直播：香港無線電視翡翠台及高清翡翠台、香港電台第二台
- 延时直播：CCTV-6

## 香港收视率
本届頒獎典禮直播之平均收視率為24點（約151萬觀眾），而最高收視率為27點（約170萬觀眾）收看。

## 外部連結
- 第二十七屆香港電影金像獎得獎名單新版 （页面存档备份，存于）
- 第二十七屆香港電影金像獎得獎名單舊版 （页面存档备份，存于）